# Diccionario de filosofía de Ferrater Mora
El Diccionario de filosofía fue un proyecto emprendido por el filósofo José Ferrater Mora (1912–1991). Fue comenzado durante su primer exilio en La Habana, Cuba. Sólo dejó de trabajar en él a su muerte en 1991. Es una obra personal, redactada por él mismo.
El diccionario conoció seis ediciones en vida del autor:
- la primera, impresa en 1941 por la editorial Atlante de Ciudad de México, constaba ya de 598 páginas, en un solo volumen;
- la segunda (1944), de la misma editorial y lugar, tenía 760 páginas en dos volúmenes, y fue redactada en Santiago de Chile;
- la tercera edición, publicada en 1951 por Sudamericana en Buenos Aires, Argentina, consistía en 1047 páginas. Su prefacio, fechado en 1950, fue escrito en Bryn Mawr, Pennsylvania, Estados Unidos;
- la cuarta edición, también de Sudamericana, es del año 1958. Consta de 1481 páginas y la adición de 762 nuevas entradas. La mayoría está preparada en Europa y su prólogo viene firmado en 1956 en París;
- la quinta edición, publicada de nuevo por Sudamericana en 1965, ya fue impresa en dos volúmenes, que constan de 2072 páginas en total con 546 nuevas entradas. Preparada en Bryn Mawr, el prefacio data de 1964. Conoció reimpresiones en 1969, 1974, y 1975. El filósofo se había nacionalizado estadounidense en 1960;
- la sexta edición, última preparada por completo por Ferrater Mora, fue impresa por Alianza Editorial en Madrid en 1979. Contiene 756 nuevos artículos y tiene 3589 páginas en cuatro volúmenes. Fue preparada de nuevo en Bryn Mawr y el prefacio firmado en 1976. Alianza ha reimpreso esta edición en numerosas ocasiones, sacándola incluso en tapa de cartón. También existe una coedición del Círculo de Lectores (Barcelona).

## Otras ediciones
Tras la muerte del autor el diccionario ha sido actualizado por Josep-Maria Terricabras, director de la cátedra Ferrater Mora de Pensamiento Contemporáneo de la Universidad de Gerona. Esta edición en cuatro tomos ha sido publicada por Ariel en Barcelona en 1994, y se basa en notas del autor, adiciones de Terricabras, y aportaciones de gran cantidad de colaboradores. Todas las adiciones que completan la obra tal como quedó en 1979 están diferenciadas del texto original.
De esta edición existe traducción al portugués, publicada en São Paulo en 2001 por la editorial Loyola, con traducción de Maria Stela Gonçalves y otros.
Se han publicado varias versiones abreviadas. La de 1976 de Buenos Aires, editada por Sudamericana, y a cargo de Eduardo García Belsunce y Ezequiel de Olaso, parte de la edición en dos volúmenes de 1965. Contiene conceptos filosóficos y consta de 410 páginas. Ha sido profusamente reimpresa, y editada también en México en 1983 por Hermes. También existe una edición portuguesa de 1977, editada en Lisboa por Don Quixote.
En 1983 Alianza Editorial publicó el Diccionario de filosofía de bolsillo, traducción castellana de una reducción inédita en inglés de Priscilla Cohn a partir de la edición de 1976. Contiene en sus 785 páginas tan sólo conceptos filosóficos.
En 1986 Alianza añadió el Diccionario de grandes filósofos, reducción que sólo tiene artículos sobre filósofos. Son 493 páginas en dos tomos y han sido reimpresas muchas veces.
El 10 de junio de 2020, se presentó telemáticamente (con la intervención de Clifford Cohn, Adela Cortina, Josep M. Terricabras y Joan Vergés Gifra) la versión digitalizada y ampliada del Diccionario Ferrater llevada a cabo por la Cátedra Ferrater Mora y la editorial Geminatae e-ditiones.

## Significación delDiccionario
Ferrater Mora crea con modestia la corriente filosófica del integracionismo, que trata de integrar sistemas opuestos de ideas pero no de un modo acrítico. Así, la entrada del diccionario dedicada a sí mismo solamente remite a otros artículos, entre los que están empirismo, individuo, integracionismo, sentido, o filosofía analítica. La mejor muestra de ese intento de integración es el propio diccionario, en el que trata de reunir todo lo que el pensamiento ha dado de sí por si pudiera ser de utilidad, con el único criterio de mostrarlo del modo más neutro posible.